# العلاقات الناوروية النيجيرية
العلاقات الناوروية النيجيرية هي العلاقات الثنائية التي تجمع بين ناورو ونيجيريا.

## مقارنة بين البلدين
هذه مقارنة عامة ومرجعية للدولتين:
| وجه المقارنة                                              | ناورو                          | نيجيريا                     |
| --------------------------------------------------------- | ------------------------------ | --------------------------- |
| المساحة (كم2)                                             | 21                             | 923.77 ألف                  |
| عدد السكان (نسمة)                                         | 10.08 ألف                      | 190.89 مليون                |
| الكثافة السكانية (ن./كم²)                                 | 48.00 ألف                      | 206.64                      |
| العاصمة                                                   | ضاحية يارين                    | أبوجا، لاغوس                |
| اللغة الرسمية                                             | اللغة الناورونية، لغة إنجليزية | لغة إنجليزية، اللغة اليوربا |
| العملة                                                    | دولار أسترالي                  | نيرة نيجيرية                |
| الناتج المحلي الإجمالي (بليون دولار)                      | 113.88 مليون                   | 375.77 مليار                |
| الناتج المحلي الإجمالي (تعادل القوة الشرائية) بليون دولار | 162.98 مليون                   | 1.09 تريليون                |
| الناتج المحلي الإجمالي الاسمي للفرد دولار أمريكي          | 9.83 ألف                       | 2.64 ألف                    |
| الناتج المحلي الإجمالي للفرد دولار أمريكي                 |                                | 5.91 ألف                    |
| مؤشر التنمية البشرية                                      |                                | 0.514                       |
| رمز المكالمات الدولي                                      | +674                           | +234                        |
| رمز الإنترنت                                              | .nr                            | .ng                         |
| المنطقة الزمنية                                           | ت ع م+12:00                    | ت ع م+01:00                 |

## منظمات دولية مشتركة
يشترك البلدان في عضوية مجموعة من المنظمات الدولية، منها:
| علم المنظمة | اسم المنظمة                                 | تاريخ انضمام ناورو | تاريخ انضمام نيجيريا |
| ----------- | ------------------------------------------- | ------------------ | -------------------- |
|             | منظمة حظر الأسلحة الكيميائية                | ?                  | ?                    |
|             | الأمم المتحدة                               | 14 سبتمبر 1999     | 7 أكتوبر 1960        |
|             | مجموعة دول أفريقيا والكاريبي والمحيط الهادئ | ?                  | ?                    |
|             | منظمة الشرطة الجنائية الدولية               | ?                  | ?                    |
|             | يونسكو                                      | 17 أكتوبر 1996     | 14 نوفمبر 1960       |
|             | الاتحاد البريدي العالمي                     | ?                  | ?                    |
|             | دول الكومنولث                               | ?                  | ?                    |
|             | الاتحاد الدولي للاتصالات                    | 10 يونيو 1969      | 11 أبريل 1961        |

## وصلات خارجية
- موقع وزارة الخارجية النيجيرية